# コレヒドール戦記
『コレヒドール戦記』（コレヒドールせんき、原題：They Were Expendable）は、1945年製作のアメリカ映画。ジョン・フォード監督作品。ロバート・モンゴメリーとジョン・ウェイン、ドナ・リード主演の戦争映画。ウィリアム・リンゼイ・ホワイトによる1942年の同名の小説に基づいており、1941年のフィリピン戦中に日本の侵略からの防衛を試みた米国のPTボート部隊である第3魚雷艇戦隊の功績を描いている。

## 概要
フィクションではあるが、実際の出来事や人物に基づいている。ジョン・ブリックリー (モンゴメリー) とラスティ・ライアン (ウェイン) それぞれ名誉勲章受章者である PT-BOAT Squadron Three Commander John D. Bulkeley とその副官ロバート・ケリーをフィクション化したものである。映画とベストセラーである小説はどちらも、戦争中に起こったと信じられていた戦闘関連の出来事と、そうでなかった出来事を描いている。この映画は、製作された時代の海戦を比較的正確かつ詳細に描写していることで知られている。
太平洋戦争における敗色濃厚なフィリピンにおいての兵士たちの苦戦ぶりを描いており、当時のアメリカ映画にしては珍しく原題の通り「兵士は消耗品でしかない」というやり切れない悲しみを抱いているので、厭戦的な雰囲気の漂う作品となっている。
戦争当時、アメリカ政府機関のOSSの要職にいたフォードは、戦争中に戦意昂揚のためドキュメンタリー映画を何本か製作したが、本作は戦後復帰の第一作である。また、フォードはこの映画の製作において配給会社であるメトロ・ゴールドウィン・メイヤーに史上最高額のギャラを要求。そのギャラの全てを自分と共に従軍した人々の為に建造した、クラブハウスの費用に当てた。

## ストーリー
1941 年 12 月、ジョン "ブリック" ブリックリー大尉 (ロバート モンゴメリー) は、フィリピンのカビテを拠点とする機敏ではあるが小型で実績のないアメリカ海軍 PT 魚雷艇の戦隊を指揮していた。彼は、上級方面司令官ブラックウェル提督 (チャールズ・トローブリッジ) にその操縦性と航海能力をデモンストレーションするが、ブラックウェル提督は実戦で役に立つか懐疑的だ。ブリックの友人である中尉「ラスティ」ライアン (ジョン・ウェイン) は、戦闘に参加することを熱望しており、提督の冷ややかな態度にうんざりし、駆逐艦任務への異動願いを書くが、その直後に日本軍の真珠湾攻撃のニュースがラジオ速報で入った。
フィリピンにも日本軍が降下し大混乱を引き起こす。ブリックの部隊は戦闘から遠ざけられ、郵便とメッセンジャーの任務に追いやられ、特にラスティのフラストレーションは増大した。基地への壊滅的な攻撃の後、提督は折れ、日本の大型巡洋艦を攻撃するよう命じた。ブリックははじめ2番目に出撃するボートの船長にラスティを選んだが、ラスティが以前の戦闘の傷による敗血症を患っていることを発見し、彼に病室に行くように命じ、代わりに別のボートと乗組員を選んだ。
　コレヒドール島の軍事病院に渋々避難したラスティは、気の強い陸軍看護師サンディ・デイヴィス（ドナ・リード）に惹かれ、ダンスパーティーに出掛け、サンディと踊った後、人気の無いポーチでハンモックに腰掛け、肩を抱き寄せ語り合う。
ブリックの攻撃により巡洋艦は沈没する。ラスティが帰還し、戦隊は解き放たれ、ボートと人員の両方を犠牲にしたものの、成功を収めた。それでも、フィリピンが崩壊するのは時間の問題だ。サンディはPT基地でのサンディを讃えるディナーに招かれ、ラスティと電話出来るからバターンの野戦病院を志願したと宣言する。二人きりになったサンディは感極まって涙ぐむ。
戦隊は、バターンでのアメリカ軍守備隊に対する日本軍の猛攻撃の後、ルソン島のすぐ南東にあるマニラ湾のコレヒドール島に取り残されている。コレヒドールは、進軍する日本に対するアメリカ最後の拠点として立っている。 PT部隊はその後、太平洋戦区司令官ダグラス・マッカーサーとその側近、そしてブラックウェル提督をフィリピン最南端のミンダナオ島に避難させ、司令官たちはそこから飛行機で南下してオーストラリアへ向かうことになる。ラスティはバターンにいるサンディに最後の電話をかけ、退去を命じられたことを説明するが、別れを告げる前に電話は切られてしまう。
小規模なPT部隊は司令官たちを外洋を越えて合流地点まで無事に運んだ。その後、日本軍に対する攻撃を再開するが、日本軍は徐々に戦隊を機能できないほど小さくしていく。ボートを持たない乗組員は陸軍と連携して歩兵として戦うために派遣される。ラスティのボートが損傷した後、最後の2人のPTは修理のために無愛想な「お父さん」ノウランド（ラッセル・シンプソン）が経営する小さな造船所に立ち寄る。差し迫った日本軍の攻撃を前にボートが急いで出発する中、ノウランドは逃げることを拒否し、ライフルを腕に抱え、ウィスキーの水差しを足元にしっかりと置き、痛切な別れを告げた。
別の巡洋艦を破壊する最後の攻撃で、ラスティのボートは沈められ、その後ブリックのボートは陸軍に引き渡され、再びメッセンジャーの任務に格下げされた。ブリック、ライアン、そして2人の少尉は海軍司令部から最後の飛行機で空輸され、アメリカ本土でPT乗組員を訓練するよう指示された。飛行機を待っている間に、ラスティはコレヒドールの病院で患者だったオハイオに遭遇した。バターンに取り残されたサンディに何が起こったのかはどちらも分からない。2人の少尉が遅れて到着し、オハイオが席を譲らされたとき、ラスティは飛行機の出口に向かうが、ブリックリーによって自分の義務が最優先であることを諭され、席に留まる。オハイオは取り残され、死か捕虜になるかの運命に直面することになる。
マルカヘイ（ウォード・ボンド）が率いる生き残った下士官たちは、ライフルを担ぎ、陸軍の残党とフィリピン・ゲリラとともに抵抗を続けるために行進する。彼らは、以前のPTボートと同じように戦いの消耗品(expendable)であった。

## キャスト
| 役名                         | 俳優                   | 日本語吹替                     | 日本語吹替                                             | 日本語吹替               |
| 役名                         | 俳優                   | 東京12ch旧版                   | 東京12ch新版                                           | PD版                     |
| ---------------------------- | ---------------------- | ------------------------------ | ------------------------------------------------------ | ------------------------ |
| ジョン・ブルックリー大尉     | ロバート・モンゴメリー | 中村正                         | 山内雅人                                               | 木下浩之                 |
| ラスティ・ライアン中尉       | ジョン・ウェイン       | 小林修                         | 小林昭二                                               | 世古陽丸                 |
| サンディ･デービース少尉      | ドナ・リード           |                                | 若松雅子                                               | 奥泉愛子                 |
| マーチン司令                 | ジャック・ホルト       |                                | 上田敏也                                               |                          |
| ボーツ・マルケイ             | ワード・ボンド         | 古賀浩二                       | 加藤修                                                 |                          |
| スネーク・ガードナー少尉     | マーシャル・トンプソン |                                | 神谷明                                                 |                          |
| アンディ・アンドリュース少尉 | ポール・ラングトン     |                                | 仲木隆司                                               |                          |
| ジョーンズ上等水兵           | アーサー・ウォルシュ   |                                | 村山明                                                 |                          |
| ショーティ・ロング中尉       | ドナルド・カーティス   |                                | 飯塚昭三                                               | 横大路伸                 |
| ジョージ・クロス少尉         | キャメロン・ミッチェル |                                | 若本紀夫                                               |                          |
| トニー・エーケン少尉         | ジェフ・ヨーク         |                                | 峰恵研                                                 |                          |
| スラッグ・マハーン           | マレイ・アルパー       |                                | 神山卓三                                               |                          |
| スクエアヘッド・ラーセン     | ハリー・テンブルック   |                                | 藤本譲                                                 |                          |
| 医者                         | ジャック・ペンニック   |                                | 藤城裕士                                               |                          |
| 司令官                       | ロバート・バラット     |                                | 大木民夫                                               |                          |
| アンス・ブラント             | ティム・マードック     |                                | 宮下勝                                                 |                          |
| オハイオ                     | ルイス・ジーン・ハイト |                                | 西山連                                                 |                          |
| ダッド・ノーランド           | ラッセル・シンプソン   |                                | 野本礼三                                               |                          |
| 日本語版スタッフ             |                        |                                |                                                        |                          |
| 演出                         | 演出                   |                                | 鳥海俊材                                               | 椿淳                     |
| 翻訳                         | 翻訳                   |                                | 中村昌記                                               | 恩田薫子                 |
| 効果                         | 効果                   |                                | スリー・サウンド                                       | 恵比須弘和 赤澤勇二      |
| 調整                         | 調整                   |                                | 遠矢征男                                               | 堀井義文                 |
| 制作                         | 制作                   |                                | 有村放送プロモーション                                 | ミックエンターテイメント |
| 解説                         | 解説                   |                                | 南俊子                                                 |                          |
| 初回放送                     | 初回放送               | 1968年10月7日 『木曜洋画劇場』 | 1973年8月9日 『木曜洋画劇場』 21:00-23:00 正味93分20秒 |                          |

## 唯一にして最高の踊り
カフェの暗がりの中でドナ・リードがジョン・ウエインの右手の傷をかばうようにリードし、ウエインの足さばきは素人さながらで、ふたりはただ揺れているだけのようでもあるが、朴訥なウエインにふさわしい。蓮實重彦はこの美しいダンスシーンは「アマチュアであることの特権」を遺憾無く発揮しており、フォードにおける「唯一にして最高の踊り」とする。(『ジョン・フォード論』2022 182〜184頁)

## 「ディア・オールド・ガール」
従軍看護師のドナ・リードを囲んだ晩餐会の際にワード・ボンドほか三人の兵士によるコーラスで「ディア・オールド・ガール」"Dear Old Girl"が歌われる。蓮實重彦によればこれはフォードにおける「唯一にして最高」の歌声であり、女性への敬意を帯びた讃歌の最も古いものとしている。(『ジョン・フォード論』2022 178頁)

## 主な受賞歴

### アカデミー賞
ノミネート
アカデミー録音賞：ダグラス・シアラー
アカデミー特殊効果賞
写真部門：A・アーノルド・ガレスピー、ドナルド・ジャーラス、R・A・マクドナルド
音楽部門：Michael Steinore